# Edmonson Point
Edmonson Point är en udde i Antarktis. Den ligger i Östantarktis. Nya Zeeland gör anspråk på området.
Terrängen inåt land är kuperad åt nordväst, men åt sydväst är den bergig. Havet är nära Edmonson Point åt nordost. Trakten är obefolkad. Det finns inga samhällen i närheten.